# Bradgate House (19. Jahrhundert)
Bradgate House war ein Landhaus in Groby in der englischen Grafschaft Leicestershire. Heute ist nur noch die Ruine der Stallungen erhalten.

## Geschichte
1856 ließ George Harry Grey, 7. Earl of Stamford, das Haus als Ersatz für das drei Kilometer nordöstlich im Bradgate Park gelegene Bradgate House aus den 1510er-Jahren – damals schon eine Ruine – bauen.
Das Haus wurde 1925 verkauft und anschließend abgerissen. Nur die vierseitigen Stallungen sind erhalten geblieben. Obwohl sie heute ebenfalls verfallen sind, sind sie immer noch ein großartiges Gebäude.

## Beschreibung
Das Haus war in jakobinischem Stil erbaut und wurde „Kalenderhaus“ genannt, weil es 365 Fenster, 52 Räume und 12 Hauptkamine hatte. Der Earl of Stamford war für seine Extravaganz bekannt. Nur die Stallungen, die erbaut wurden, als der Earl Master of the Quorn Hunt wurde, kosteten £ 30.000, damals eine sehr hohe Summe.